# Outrebois
Outrebois é uma comuna francesa na região administrativa de Altos da França, no departamento de Somme. Estende-se por uma área de 9,57 km². Em 2010 a comuna tinha 320 habitantes (densidade: 33,4 hab./km²).